# Bobby Kimball
Bobby Kimball (Orange (Texas), 29 maart 1947) is een Amerikaans zanger. Hij had als voorman van de rockband Toto enkele wereldwijde hits.

## Loopbaan

### Vroegere jaren
Kimballs eerste aanraking met muziek was in zijn jeugd; hij speelde piano en zong mee in musicals. Gedurende de jaren zeventig zong Kimball in meerdere bandjes omtrent New Orleans, waaronder de band The Levee Band, die na het vertrek van Kimball overging in Le Roux. In 1976 voegde Kimball zich bij de band S.S. Fools, waar hij de functie hoofdzanger en keyboardspeler vervulde. Hetzelfde jaar, nadat ze een album hadden uitgegeven, gedurende hun eerste tour, brak de band met elkaar.

### Toto
Nadat Kimball in 1977 Louisiana verliet, vertrok hij naar Los Angeles. Hier vond hij vijf sessiemuzikanten en vormde de band Toto. In 1978 gaven ze hun eerste album uit, gelijknamig aan hun bandnaam: Toto. Kimball speelde en zong mee op de eerste vier albums van de band. Kimball leed onder persoonlijke problemen en was drugverslaafd, wat voor onenigheid zorgde tussen de bandleden en Kimball. Gedurende de sessies van het album Isolation werd Kimball in 1984 uit de band gezet.

### Na Toto

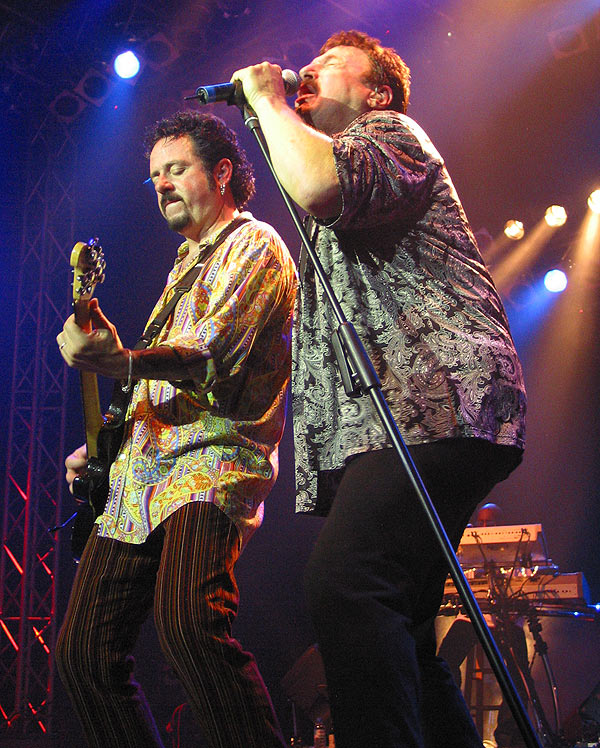
Steve Lukather (links) en Bobby Kimball (rechts) tijdens een concert in 2006.

Na Kimballs vertrek bij Toto verhuisde hij naar Duitsland, waar hij zijn solocarrière probeerde op te bouwen, met behulp van muziekproducent Frank Farian, van Far Corporation. Kimball hervatte zijn beroep als sessiemuzikant en zong mee op de achtergrond bij verschillende artiesten. Nadat hij solo verderging gaf hij in 1994 zijn eerste officiële soloalbum uit: Rise Up. In 1995 gaf Kimball Classic Toto Hits uit. Hierop staan de grootste hits van Toto, gezongen door Kimball en begeleid door het Frankfurt Rock Orchestra. Zijn laatste soloalbum werd uitgegeven in 1999: All I Ever Needed

### Terug bij Toto
In 1998 legde Kimball het bij met de bandleden en voegde zich weer bij de band als hoofdzanger. Het album Mindfields werd uitgegeven en een tour werd erbij inbegrepen, die van 1999 tot 2000 duurde. Nog een aantal albums werden uitgegeven met Kimball als hoofdzanger. In 2008 stopte de band. Tegenwoordig geeft Kimball vocaal advies voor aspirantzangers op zijn officiële website.

### Andere optredens
Kimball heeft ook bij de Nederlandse symfonische-rockgroep Kayak gezongen gedurende hun Merlin - Bard of the Unseen-tournee. In 2008 zong Kimball een duet met Maria Dangell: "The Heaven of Milano". In september 2009 verzorgde Kimball samen met Chris Thompson (Manfred Mann's Earth Band/War of the Worlds) een drietal optredens in Nederland.